# Terrats
Terrats (katalanisch gleichlautend) ist eine französische Gemeinde im Département Pyrénées-Orientales in der Region Okzitanien. Administrativ ist sie dem Kanton Les Aspres (bis 2015: Kanton Thuir) und dem Arrondissement Céret zugeteilt. Die 799 Einwohner (Stand: 1. Januar 2022) werden Terrassous genannt.

## Geographie
Terrats liegt etwa 13 Kilometer südwestlich von Perpignan am Fluss Cantarana. Umgeben wird Terrats von den Nachbargemeinden Sainte-Colombe-de-la-Commanderie im Norden und Nordwesten, Llupia im Norden und Nordosten, Trouillas im Osten, Fourques im Süden, Montauriol im Südwesten sowie Castelnou im Westen. In die Gemeinde reichen die Weinbaugebiete Rivesaltes und Côtes du Roussillon hinein.

## Bevölkerungsentwicklung
| Jahr                      | 1962 | 1968 | 1975 | 1982 | 1990 | 1999 | 2006 | 2012 |
| ------------------------- | ---- | ---- | ---- | ---- | ---- | ---- | ---- | ---- |
| Einwohner                 | 318  | 363  | 366  | 492  | 520  | 528  | 605  | 668  |
| Quelle: Cassini und INSEE |      |      |      |      |      |      |      |      |

## Sehenswürdigkeiten
- romanische Kirche Saint-Julien-Sainte-Basilisse aus dem 11. Jahrhundert

## Persönlichkeiten
- Joan-Lluís Lluís (* 1963), katalanischer Schriftsteller